# Sierra del Aconquija
La Sierra del Aconquija es la divisoria natural entre las provincias argentinas de Catamarca y Tucumán, al sur del paso conocido como El Infiernillo. Sus máximas alturas se registran en los nevados del Cerro del Bolsón (5.552 m s. n. m.); Cerro de las Dos Lagunas y de Los Cerrillos a 5.500 metros , el Nevado del Candado y el Cerro Ñuñorco. El parque nacional Campo de los Alisos, hacia el este de la misma, contiene numerosos sitios arqueológicos, entre ellos La Ciudacita, a más de 4.000 m s. n. m.
La Sierra se presenta como un bloque alargado que corre con rumbo noreste-suroeste, con una longitud de 105 km y un ancho que varía entre los 40 y los 60 kilómetros. En sus cumbres presenta un aspecto áspero que la distingue claramente de las demás Sierras Pampeanas, pues remata en una arista casi continua y de altitud uniforme. En las cumbres de las sierras que superan los 5000 m, perduran circos glaciarios formados durante la última glaciación. 
Esta cordillera también es conocida como Nevados del Aconquija ya que sus más elevadas cumbres poseen hielos y nieves eternas, de hecho existe un glaciar, el de Chimberil, en la vertiente tucumana.
Sobre las laderas orientales, bastante abruptas, se escalonan de arriba hacia abajo las nieves eternas  (sobre los 4500 m en verano), prado montano, un bosque  alpestre y luego una densa selva  subtropical (yunga), producto de las lluvias por condensación de la humedad que llevan los vientos procedentes del este, y que hacen que se produzcan abundantes lluvias en esta zona; por lo que se produce un denso y variado tapiz vegetal representado por el pino del cerro, saúco, el aliso, la quinua, el molle, horco molle, el cebil, el tarco (o jacarandá), la tipa, el tala, el zapallo caspi  y arbustos de añagua. Estas laderas orientales presentan estrechas y profundas quebradas por donde corren gran cantidad de rápidos y caudalosos ríos, entre las quebradas se destacan la del Portugués en cuya base se encuentra Ibatín y la majestuosa Quebrada de Los Sosa, también existen espectaculares valles laterales como el del Siambón o el de San Pedro de Colalao.
La ladera occidental que desciende sobre los Valles Calchaquíes, en cambio, es árida y rocosa  presentando  vegetación de arbustos espinosos: tolas, quimiles y chilcas  y cardones, cubierta de matorrales xerófilos. El Valle de Tafí hace un hiato o separación de la cordillera llamada Sierra del Aconquija respecto a las Cumbres Calchaquíes que se ubican al norte del citado valle.